# Gradišče, Tišina
Gradišče je naselje v občini Tišina.